# Tony Hawk's Big Spin
Tony Hawk's Big Spin är fyra likadana berg- och dalbanor placerade i nöjesparkerna Six Flags Over Texas, Six Flags Discovery Kingdom, Six Flags Fiesta Texas och Six Flags St. Louis. Som namnet antyder, är banan inspirerad av skateboard-världen och den kände skateboardåkaren Tony Hawk. Namnet "Big Spin" är taget från skateboard-tricket med samma namn.